# Lionel Rees
Lionel Wilmot Brabazon Rees (Egyesült Királyság, Caernarvon, 1884. július 31. – Bahama-szigetek, 1955. szeptember 28.) walesi származású brit ászpilóta.

## Élete

### Ifjúkora
1884-ben született Walesben. Édesapja katonatiszt volt, így az ifjú Lionel számára az egyetlen út a hadsereg volt. Jó oktatást kapott, amelyet az Eastbourni Egyetemen (Eastbourne College) folytatott, majd a woolwich-i Királyi Katonai Akadémián tanult. A hadsereghez ténylegesen 1903-ban (19 évesen) csatlakozott, s a tüzérséghez került.

### Katonai szolgálata
Felettesei és bajtársai szerint kiváló tüzér volt, a lehető legnagyobb pontossággal tudta beállítani a különböző ágyúkat. A katonai repüléssel 1912-ben került kapcsolatba, amikor saját szórakozására megkezdett egy repülőtanfolyamot. Pilótaigazolványát 1913 januárjában szerezte meg, s ezen fegyvernem olyannyira megtetszett Reesnek, hogy 1914-ben csatlakozott a Királyi Repülő Hadtesthez (Royal Flying Corps). Ennek eredményeként az első világháború kitörését követően megkezdte szolgálatát a nyugati fronton, a 11. brit repülőszázad tagjaként.
Első légi győzelmét 1915. július 28-án szerezte meg, egy német Fokker vadászgép lelövésével. Második győzelmét egy hónappal később szerezte meg, ezúttal egy LVG C típusú repülőgépet lelőve. 1915 szeptemberében további három légi győzelmet szerzett, s ezzel bekerült az ászpilóták közé. Ebben az évben még megszerezte 6. légi győzelmét, egy Roland C típusú gép lelövésével. Ezt követően több mint egy fél évig nem lőtt ellenséges gépet bevetései során, mindeközben áthelyezték a 32. repülőszázadhoz. 1916. július 1-jén Rees magányosan járőrözött néhány kilométernyire a barátságos területektől (Festubert környékén), amikor hirtelen tíz ellenséges bombázót pillantott meg. Egy szempillantás alatt támadásba lendült, és a meglepetés erejét kihasználva két gépet le is lőtt. Egy géppuskasorozat leadása közben azonban a fegyver elakadt, és Rees a fegyver rendbetétele alatt súlyos találatot kapott a lábába. Ezután egy gyors manőverrel a bázis felé indult, s végül szerencsésen leszállt. Tettéért néhány napon belül megkapta a Viktória-keresztet, s helytállásának története bekerült a London Gazettebe.
Sebesülése után visszavonult, majd 1931-ben a Bahama-szigetekre költözött, s itt is hunyt el 1955-ben. 

### Kitüntetései
- Brit Birodalmi Rend (Order of the British Empire)
- Brit Hadi Kereszt (Military Cross)
- Viktória-kereszt (Victoria Cross)
- Légierő Kereszt (Air Force Cross)

### Légi győzelmei
| Sorszám | Dátum                | Egysége               | Repülőgépe     | Ellenfele |
| ------- | -------------------- | --------------------- | -------------- | --------- |
| 1       | 1915. július 28.     | 11. brit repülőszázad | Vickers Gunbus | Fokker    |
| 2       | 1915. augusztus 31.  | 11. brit repülőszázad | Vickers Gunbus | LVG C     |
| 3       | 1915. szeptember 21. | 11. brit repülőszázad | Vickers Gunbus | AGO C     |
| 4       | 1915. szeptember 22. | 11. brit repülőszázad | Vickers Gunbus | Albatros  |
| 5       | 1915. szeptember 30. | 11. brit repülőszázad | Vickers Gunbus | Albatros  |
| 6       | 1915. október 31.    | 11. brit repülőszázad | Vickers Gunbus | LVG C     |
| 7       | 1916. július 1.      | 32. brit repülőszázad | D.H.2          | Roland C  |
| 8       | 1916. július 1.      | 32. brit repülőszázad | D.H.2          | Roland C  |